# تاريخ إيران الإسلامية (كتاب)
تاريخ إيران الإسلامية (الفارسية: تاریخ ایران اسلامی) هو كتاب من أربعة مجلدات كتبها رسول جعفريان باللغة الفارسية. في هذه المجموعة، يكتب جعفريان تاريخ إيران منذ ظهور الإسلام حتى انهيار الدولة الصفوية. يُعد هذا الكتاب أحد مصادر درجة الماجستير في مجال التاريخ والأدب الفارسي في إيران.

## الهيكل والمحتوى
صدرت مجموعة كتب تاريخ إيران الإسلامية في أربعة مجلدات. هيكل هذه المجموعة وجدول محتوياتها كما يلي:
 
المجلد الأول: من بزوغ الإسلام إلى إيران الإسلامية
- المقدّمة
- بزوغ الإسلام
- الخلافة الأولى
- الدولة الأموية
- الدولة العباسية

المجلد الثاني: من قيام الدولة الطاهرية إلى أفول الدولة الخوارزمية
- إيران على طريق جديد: الدولة الطاهرية
- الدولة الصفارية
- الدولة السامانية
- الدول العلوية في طبرستان
- الدولة الزيارية
- الدولة البويهية
- الحضارة الإسلامية ومساهمة إيران فيها
- الدولة الغزنوية
- الدولة السلجوقية
- دولة ألموت الإسماعيلية
- إيران في القرن السادس الهجري
- الدولة الخوارزمية

المجلد الثالث: من الغزو المغولي حتى أفول التركمان
- من الغزو المغولي إلى قيام دولة الإيلخانيين
- الدولة الإيلخانية
- الحكومات المحلية في القرنين الثامن والتاسع الهجريين
- السربداريون
- المراشية
- الدولة المظفرية في فارس وأصفهان وكرمان
- سلطنة الجلائريين
- اجتياح تيمور وقيام الدولة التيمورية
- المشعشعيون والتركمان

المجلد الرابع: الدولة الصفوية من النشأة إلى الانهيار
- الدولة الصفوية
- الشاه إسماعيل وتأسيس الدولة الصفوية
- الشاه طهماسب وتثبيت أركان الدولة الصفوية
- وفاة طهماسب وأزمة الدولة الصفوية
- الشاه عباس الأول
- الشاه صفي والشاه عباس الثاني
- الشاه سليمان
- الشاه سلطان حسين
- أفول الدولة الصفوية وبداية الدولة القطرية العرقية

## دوافع المؤلف
يُعبّر رسول جعفريان في جزء من مقدمة المجلد الأول من الكتاب عن دوافعه لكتابة هذا الكتاب على النحو التالي:
"الغاية من تأليف هذا الكتاب هي مراجعة تاريخ إيران الإسلامية منذ بزوغ الإسلام وحتى العصر الحديث. وما يهمّ المؤلف على نحو رسمي هو أن يُعرض المحتوى دون مبالغة أو تعقيد، بل بلغة بسيطة وخالية من التكلّف."